# Маноліс Коррес
Маноліс Коррес (грец. Μανώλης Κορρές) — грецький архітектор, професор архітектури та містобудування Афінського національного технічного університету; керівник реставраційних робіт на Афінському акрополі на сучасному етапі.
Маноліс Коррес неодноразово отримував гранти Міністерства освіти Греції, Німецької служби академічного обміну (DAAD), Німецького археологічного інституту (DAI), Принстонського університету, Програми Фулбрайта. Викладав у грецьких та закордонних вишах. Автор 8 книг та понад 80 наукових публікацій. Виставки його малюнків відбулись в 7 країнах. 

## Відновлення Акрополя
Багаторічні дослідження Маноліса Корреса присвячені вивченню історії Акрополя від моменту спорудження (давньогрецькі будівельні прийоми, механізми, за допомогою яких здійснювалось будівництво тощо) до виявлення помилок реставраційних робіт кінця 19 — початку 20 століття. Виявилось, що Ніколаос Баланос всю увагу приділяв самій цілі возведення з руїн Парфенона, при цьому не здійснювались спроби повернути блоки на їх первісне місце. Крім того Маноліс Коррес створив серію докладних малюнків, схем та об'ємних моделей пам'яток Акрополя.
Деякі дослідження Корреса докорінним чином змінили уявлення про античні старожитності Акрополя. Зокрема, йому належить детальне дослідження кривини Парфенона. Науковець довів, що колони не стоять перпендикулярно основі, а нахилені під незначним кутом до внутрішньої частини. Сучасні підрахунки доводять: колони східного і західного фасадів Парфенону, якщо їх висоту збільшити, поєдналися б на висоті 5 000 метрів від рівня підлоги храму. Крім того, платформа, на якій стоять колони — стилобат — при спогляданні здається горизонтальною, але насправді вона дещо піднята всередині. Цей прийом також міг служити і суто практичним цілям. Наприклад, під час сильної зливи форма стилобату дозволяла воді швидко витікати з храму. Звичайному спостерігачу здається, що і колони мають однакову товщину, проте колони, розташовані в кутах будівлі, товщі за інші.
Також Маноліс Коррес — автор революційної ідеї відродження Акрополя не тільки як пам'ятки античного мистецтва, але і з відтворенням його подальшої історії. Так, він оголосив про намір відтворити всередині Парфенона фрагменти апсиди християнської доби та мечеті османської доби.

Парфенон як християнський собор у 12 столітті, Маноліс Коррес
Гіперболізована схема кривини Парфенона, за Манолісом Корресом

## Основні праці
- M. Korres. From Pentelicon to the Parthenon. — Melissa, 1995. — 128 с. — ISBN 978-9602040171.
- M. Korres. The Stones of the Parthenon. — J. Paul Getty Museum, 2000. — 69 с. — ISBN 978-0892366071.
- Manolēs Korrēs, Charalampos Bouras. Athens: from the Classical period to the present day (5th century B.C.-A.D. 2000). — Oak Knoll Press, 2003. — 521 с. — ISBN 978-1584560913.
- Μανόλης Κορρές. Εκτέλεση περιεχομένο και αξία των χαρτών της Αττικής του Κάουπερτ. — Μέλισσα, 2008. — 118 с. — ISBN 9789602042922.
- Μανόλης Κορρές. Αττικής οδοί. Αρχαίοι δρόμοι της Αττικής. — Μέλισσα, 2009. — 272 с. — ISBN 978-960-204-294-6.

## Нагороди
- бронзова медаль Афінської академії
- срібна медаль Французької академії архітектури
- орден Фенікса[1]